# Antonio Miguel Mateu Lahoz
Antonio Miguel Mateu Lahoz (Algímia d'Alfara, Camp de Morvedre, 12 de març de 1977), conegut com a Mateu Lahoz, és un ex àrbitre de futbol valencià de la Primera Divisió d'Espanya. Pertany al Comitè d'Àrbitres de la Comunitat Valenciana.

## Trajectòria
Mateu Lahoz va començar a arbitrar el 1992. Després de passar per totes les categories regionals va arribar a Tercera Divisió on va estar tres temporades de 1999 fins a 2002. Com a àrbitre de Segona B va estar tan sols les temporades 2002/03 i 2003/04. A Segona Divisió hi va ser quatre anys (2004/08). A la campanya 2007/08 va quedar molt ben classificat i va ser l'únic col·legiat que va aconseguir ascendir a Primera Divisió. Va debutar a la Primera Divisió d'Espanya el 13 de setembre de 2008 al partit entre el Sevilla FC i el Real Sporting de Gijón (4-3).
Mateu Lahoz es caracteritza per un arbitratge poc usual en el futbol espanyol, ja que el valencià sempre està disposat a dialogar amb els futbolistes i a contemporitzar l'ús de les mesures disciplinàries (amonestacions i expulsions), per tal motiu ha estat elogiat (i també criticat) per diversos mitjans de comunicació, futbolistes i entrenadors; menció especial mereix la felicitació de l'entrenador del Reial Madrid Club de Futbol, Jose Mourinho.
Va dirigir el partit de tornada de la Supercopa d'Espanya de 2012 entre el Reial Madrid i el FC Barcelona (2-1).
L'any 2019 l'ajuntament d'Algímia d'Alfara li va retre un homenatge dedicant-li el seu nom al poliesportiu municipal, del reconeixement en quedà constància mitjançant una placa amb el text "El poble d'Algímia al seu veí més internacional, 'Tonyo' Mateu Lahoz".
El 29 de maig de 2021, Mateu Lahoz va arbitrar la Final de la Lliga de Campions de la UEFA 2021 entre el Manchester City FC i el Chelsea FC.

## Internacional
Des de l'1 de gener de 2011 és àrbitre FIFA. El seu primer partit internacional va ser un amistós entre Itàlia i Anglaterra sub-21 el 8 de febrer de 2011.
Durant el mes de maig de 2016, es va confirmar la seva participació en els Jocs Olímpics de Rio de Janeiro de 2016. El 2018, va ser el representant espanyol a la Copa Mundial de Rússia. El 2022, novament va ser nominat per dirigir la Copa Mundial de Qatar, on va dirigir 3 partits, inclòs el controvertit partit entre els Països Baixos i l'Argentina, el qual, amb 17 targetes grogues, es va convertir en el matx amb major quantitat de targetes grogues en la història de la competició.

## Temporades
| Categoria        | País    | Any       | Partits |
| ---------------- | ------- | --------- | ------- |
| Tercera Divisió  | Espanya | 1999-2002 | 7       |
| Segona Divisió B | Espanya | 2002-2004 | 24      |
| Segona Divisió   | Espanya | 2004-2008 | 86      |
| Primera Divisió  | Espanya | 2008-     | 207     |

## Premis
- Xiulet d'Or de Segona Divisió (1): 2007
- Xiulet d'Or de Primera Divisió (1): 2014
- Trofeu Vicente Acebedo (3): 2008, 2014 i 2021
- Trofeu Guruceta (2): 2011 i 2014